# Жук-пустельник
Жук-пустельник (Osmoderma eremita) — вид жуків з родини пластинчастовусих (Scarabaeidae).

## Поширення
Вид поширений в Західній Європі, від півдня Швеції до півночі Іспанії, за винятком Британських островів. Незважаючи на широкий ареал, вид займає дуже обмежену екологічну нішу — гнилу серцевину стародавніх дерев.

## Опис
Жук завдовжки 25-37 мм. Має коричнево-бронзового забарвлення з яскравими точками на надкрилах та світлішими ямками на передгрудях.

## Спосіб життя
Мешкає в старих широколистяних та змішаних лісах, трапляється на узліссях лісу, галявинах, старих алеях і вздовж доріг. Личинка розвивається в трухлявій деревині дуба, рідше верби, осокора, липи, яблуні і груші. Також личинка може розвиватися в гнилих частинах ще живих дерев. Літ жуків з кінця червня до вересня. Імаго харчуються соком дерев. Жуки ведуть зазвичай сутінковий і нічний спосіб життя. Тривалість циклу розвитку 3-4 роки.

## Охорона
Osmoderma eremita охороняється в Європі і занесений до Додатку ІІ Бернської конвенції (охоронна категорія: вид підлягає особливій охороні), а також до Директиви Європейського Союзу 92/43/ЄС «Про збереження природних оселищ та видів природної фауни і флори» (Додаток ІІ. Види рослин і тварин, що становлять особливий інтерес для Європейського Союзу, збереження яких потребує створення територій особливої охорони).. Жук також занесений до Червоної книги України (охоронний статус: вразливий вид).